# 肖家乡 (南部县)
肖家乡，是中华人民共和国四川省南充市南部县曾经下辖的一个乡。2019年10月，撤销南隆镇和肖家乡，设立南隆街道，以原南隆镇和原肖家乡的行政区域为南隆街道的行政区域。

## 行政区划
肖家乡撤销前下辖以下地区：
肖家滩村、严家湾村、老牛沟村、大山湾村、石宝地村、盐店坪村、九龙观村、枣子园村、匹驴寺村和谢家庙村。